# Pretty Woman - The Musical
Pretty Woman - The Musical è un musical basato sull'omonima commedia d'amore diretta da Garry Marshall ed interpretato da Richard Gere e Julia Roberts. Bryan Adams e Jim Vallance hanno composto la musica e scritto i testi. La prima è avvenuta il 13 marzo 2018 a Chicago, la prima rappresentazione a Broadway si è svolta il 16 agosto 2018 al Nederlander Theater. Dal 29 settembre 2019, Pretty Woman - The Musical sarà in esibizione al Theater an der Elbe di Amburgo. L'8 maggio 2019 è stato annunciato che lo spettacolo prenderà il via nell'ottobre 2020 presso il Providence Performing Arts Center di Providence. Pretty Woman - The musical è stato annunciato che andrà in scena a Londra nel febbraio 2020. Il 12 aprile 2021 Stage Entertainment Italy ha annunciato la prima versione italiana dello spettacolo, al Teatro Nazionale di Milano.
Un album del cast è stato pubblicato nel 2018, nel corso della Pandemia di COVID-19 Adams ha deciso di registrare anche lui le canzoni, l'omonimo album è stato pubblicato nel marzo del 2022 disponibile in download digitale, e dal maggio 2023 l'album è disponibile in versione compact disc.

## Trama
Beverly Hills alla fine degli anni '80: Vivian Ward incontra il ricco uomo d'affari Edward Lewis. Edward assume Vivian per una settimana come sua compagna, e nessuno sospetta che questa settimana cambierà le loro vite per sempre. Vivian ed Edward si innamorano l'uno dell'altro, sebbene i due vengano da due mondi fondamentalmente diversi. Tuttavia, sentono di aver trovato un'anima gemella l'una nell'altra.

## Numeri musicali

### Chicago
I numeri musicali della produzione 2018 di Chicago sono i seguenti:
- "Welcome to Hollywood" - Happy Man, Kit, Compagnia
- "Anywhere but Here" - Vivian
- "Something about Her - Part 1/Welcome to Hollywood (Reprise)" - Edward, Happy Man
- "Something about Her - Part 2" - Edward
- "Look at Me Now" - Vivian, Kit
- "Rodeo Drive" - Kit, Compagnia
- "Anywhere but Here (Reprise)" - Vivian
- "On a Night like Tonight" - Mr. Thompson, Compagnia
- "Don't Forget to Dance" - Happy Man, Scarlett, Compagnia
- "Freedom" - Edward
- "You're Beautiful" - Edward, Vivian, Compagnia

- "Opening of Act 2" - Compagnia
- "This Is My Life" - Vivian
- "Never Give Up on a Dream" - Happy Man, Kit, Compagnia
- "The Opera" - Alfredo, Violetta
- "You and I" - Edward, Compagnia
- "You and I (Reprise)" - Edward
- "I Can't Go Back" - Vivian
- "Freedom (Reprise)" - Edward
- "Long Way Home" - Vivian, Edward
- "Finale" -  Compagnia completa

### Broadway
I numeri musicali della produzione 2018 di Broadway sono i seguenti:
- "Welcome to Hollywood" -  Happy Man, Kit e Compagnia
- "Anywhere but Here" - Vivian
- "Something about Her (Preamble)" - Edward
- "Welcome to Hollywood (Reprise)" -  Happy Man
- "Something about Her" - Edward
- "I Could Get Used To This" - Vivian
- "Luckiest Girl in the World" - Vivian, Kit e Giulio
- "Rodeo Drive" - Kit e Compagnia
- "Anywhere but Here" (Reprise) - Vivian
- "On a Night like Tonight" - Mr. Thompson e Compagnia
- "Don't Forget to Dance" -  Happy Man, Scarlett e Compagnia
- "Freedom" - Edward
- "You're Beautiful" - Edward, Vivian e Compagnia

- "Welcome to Our World (More Champagne)" - Stuckey e Compagnia
- "This Is My Life" - Vivian
- "Never Give Up on a Dream" - Happy Man, Kit e Compagnia
- "You and I" - Edward, Alfredo, Violetta e Compagnia
- "I Can't Go Back" - Vivian
- "Freedom" (Reprise) - Edward
- "Long Way Home" - Vivian e Edward
- "Together Forever" - Edward, Vivian, Happy Man, Kit e Compagnia

### Amburgo
Per la produzione tedesca le canzoni di Broadway sono state tradotte in tedesco.
- "Willkommen in Hollywood" - Happy Man, Kit e compagnia
- "Alles, nur nicht hier" - Vivian
- "Sie hat was besonderes - Intro / Willkommen in Hollywood" - Edward e Happy Man
- "Sie hat was besondere" - Edward
- "Mir gefällt's hier" - Vivian
- "Rodeo Drive" - Kit e Ensemble
- "Alles, nur nicht hier - Reprise" - Vivian
- "In einer Nacht, wie heute Nacht" - Mr. Thompson e compagnia
- "Tanz dich einfach frei" - Happy Man, Scarlett e compagnia
- "Freiheit" - Edward
- "Ein Superstar" - Edward, Vivian e compagnia

- "Das ist unsere Welt" - Stuckey e compagnia
- "Sie mich an" - Vivian
- "Gib deinen Traum nicht auf" - Happy Man, Kit e compagnia
- "Ein Abend in der Oper" - Alfredo, Violetta e compagnia
- "Du und Ich" - Edward, Vivian, Violetta e compagnia
- "Kein Weg zurück" - Vivian
- "Freiheit - Reprise" - Edward
- "Jetzt wird der Heimweg lang" - Vivian e Edward
- "Gewinner für immer" - Edward, Vivian, Happy Man, Kit e compagnia
- "Finale: Oh, Pretty Woman" - compagnia

### Milano
Per la produzione italiana le canzoni di Broadway sono state tradotte in italiano.
- "Welcome to Hollywood" - Happy Man, Kit e compagnia
- "Volo via da qui" - Vivian
- "Un che di speciale - Intro / Welcome to Hollywood" - Edward e Happy Man
- "Un che di speciale " - Edward
- "Più fortunata di me" - Vivian
- "Rodeo Drive" - Kit e Ensemble
- "Volo via da qui - Reprise" - Vivian
- "Una notte così" - Mr. Thompson e compagnia
- "Ballaci un po' su" - Happy Man, Scarlett e compagnia
- "Vivo" - Edward
- "Sei unica" - Edward, Vivian e compagnia

- "Benvenuti al top" - Compagnia
- "La mia realta" - Vivian
- "Non mollerò i sogni miei" - Happy Man, Kit e compagnia
- "Tu con me" - Edward, Vivian, Alfredo, Violetta e compagnia
- "Non tornerò" - Vivian
- "Vivo - Reprise" - Edward
- "Poi torno alla realtà" - Vivian e Edward
- "Insieme per sempre" - Edward, Vivian, Happy Man, Kit e compagnia
- "Finale: Oh, Pretty Woman" - compagnia

Molte delle canzoni composte da Adams e Vallance per il film non sono mai state utilizzate nella produzione finale. Da allora molte di queste canzoni sono state incluse negli album di Bryan Adams. "Please Stay" nella compilation del 2018 Ultimate, "I Could Get Used to This" nell'album del 2019 Shine a Light e l'album del 2022 So Happy It Hurts include "I've Been Looking for You". L'album Pretty Woman – The Musical, pubblicato nel marzo 2022, per il quale Adams ha ri-registrato tutte le composizioni per il musical. 

Parlando al quotidiano olandese Metro, Adams ha detto del processo di composizione del film:
(Bryan Adams)

## Produzioni principali

### Stati Uniti
Nel marzo 2014 è stato annunciato che era in lavorazione un adattamento musicale del film Pretty Woman. Bryan Adams e Jim Vallance si distinguono per i testi e le composizioni. La prima del musical si è svolta il 16 agosto 2018 al Nederlander Theatre di Broadway. Il ruolo principale di Vivian Ward è stato interpretato da Samantha Barks, mentre Edward Lewis è stato interpretato da Andy Karl. Il musical è arrivato a 420 spettacoli e 27 spettacoli di anteprima.
L'8 maggio 2019 è stato annunciato che un tour nazionale degli Stati Uniti d'America inizierà nell'ottobre 2020 al Providence Performing Arts Center di Providence, ma non è stato aperto a causa della Pandemia di COVID-19. Il musical è stato riprogrammato e dovrebbe ora iniziare il tour di 32 città al Providence Performing Arts Center nell'ottobre 2021.

### Germania
Nel dicembre 2018 è stato annunciato che la prima europea del musical si svolgerà al Theater an der Elbe di Amburgo. I ruoli principali centrali di Vivian Ward e Edward Lewis sono stati nel giugno 2019 interpretati da Patricia Meeden e Mark Seibert. La prima è avvenuta il 29 settembre 2019. Alla fine di febbraio 2020 Mathias Edenborn ha interpretato il ruolo di Seibert.
A marzo 2020 i spettacoli sono stati interrotti a causa della Pandemia di COVID-19. Stage Entertainment ha annunciato nell'ottobre 2020 che Pretty Woman sarà il primo musical in Germania nella primavera del 2021 a riprendere la riproduzione. Allo stesso tempo, il musical è stato spostato da gennaio 2021 a giugno 2021. A causa del secondo blocco, non è stato possibile riprendere i spettacoli nel marzo 2021. Poiché la produzione successiva era già stata fissata con Die Eiskönigin - The Musical, Pretty Woman è stato interrotto retroattivamente dopo circa 200 spettacoli ad Amburgo.

### Regno Unito
Il 14 febbraio 2020 il musical è iniziato con le anteprime al Piccadilly Theatre. I ruoli principali sono stati interpretati da Aimie Atkinson (Vivian Ward) e Danny Mac (Edward Lewis). La prima si è svolta il 2 marzo 2020 e due settimane dopo, gli spettacoli sono stati interrotti a causa della pandemia di COVID-19. Nel marzo 2021 è stato annunciato che il musical sarebbe stato rappresentato di nuovo dall'8 luglio 2021 al Savoy Theatre.

### Polonia
Una produzione in lingua polacca ha debuttato il 14 febbraio 2021 al Teatr Variété di Cracovia, diretta da Wojciech Kościelniak, con Adrianna Dorociak e Maria Tyszkiewicz nei panni di Vivian Ward e Rafał Drozd e Marek Nędza nei panni di Edward Lewis.

### Italia
Nell'aprile 2021 Stage Entertainment Italy ha annunciato la prima versione italiana dello spettacolo, una versione interamente tradotta da Franco Travaglio ha debuttato il 28 settembre 2021 al Teatro Nazionale di Milano, con la regia di Carline Brouwer e Chiara Noschese. I ruoli principali sono interpretati da Beatrice Baldaccini (Vivian Ward) e Thomas Santu (Edward Lewis).
- Regia: Carline Brouwer
- Regia associata: Chiara Noschese
- Coreografie: Dense Holland Bethke
- Supervisione musicale: Simone Manfredini
- Direzione musicale: Andrea Calandrini
- Scene: Carla Janssen Hofelt
- Costumi: Ivan Stefanutti
- Disegno fonico: Armando Vertullo
- Disegno luci: Francesco Vignati
- Traduzione, adattamento e versi italiani: Franco Travaglio

### Paesi Bassi
Una versione olandese del musical ha debuttato l'8 ottobre 2023 al Beatrix Theater di Utrecht, con Shanna Slaap nel ruolo di Vivian Ward e Jan Kooijman nel ruolo di Edward Lewis. Lo spettacolo ha ottenuto un premio Diamond per 175.000 biglietti venduti.

### Spagna
Una produzione in lingua spagnola aprirà il 22 settembre 2022 al Teatro Apollo di Barcellona e presso il Teatro Gran Vía di Madrid, con Cristina Llorente nei panni di Vivian Ward e Roger Berruezo nei panni di Edward Lewis.

### Stati Uniti (2023–presente)
Un tour è iniziato il 2 ottobre 2023 allo Stanley Theatre di Utica, con Ellie Baker nei panni di Vivian Ward e Chase Wolfe nei panni di Edward Lewis.

### Regno Unito e Irlanda (2023–presente)
Un tour nel Regno Unito e in Irlanda si apre il 17 ottobre 2023 presso il teatro The Alexandra di Birmingham e resterà in tournée fino a settembre 2024.

## Cast
| Personaggio               | Cast USA          | Cast USA          | Cast USA                                             | Amburgo (2019)     | Londra (2020)   | Cast Italiano            | Cast Italiano              | Cast Italiano                  |
| Personaggio               | Chicago (2018)    | Broadway (2018)   | US National Tour (2021-2022)                         | Amburgo (2019)     | Londra (2020)   | Milano (2021)            | Cast di chiusura di Milano | Cast tour italiano (2022/2023) |
| ------------------------- | ----------------- | ----------------- | ---------------------------------------------------- | ------------------ | --------------- | ------------------------ | -------------------------- | ------------------------------ |
| Vivian Ward               | Samantha Barks    | Samantha Barks    | Olivia Valli Alexa Xioufaridou Moster Becca Suskauer | Patricia Meeden    | Aimie Atkinson  | Beatrice Baldaccini      | Beatrice Baldaccini        | Beatrice Baldaccini            |
| Edward Lewis              | Steve Kazee       | Andy Karl         | Adam Pascal Chris Manuel Brent Thiessen              | Mark Seibert       | Danny Mac       | Thomas Santu             | Thomas Santu               | Thomas Santu                   |
| Kit De Luca               | Orfeh             | Orfeh             | Jessica Crouch Amma Osei                             | Maricel            | Rachael Wooding | Martina Ciabatti Mennell | Veronica Barchielli        | Giulia Fabbri                  |
| Happy Man Barney Thompson | Eric Anderson     | Eric Anderson     | Kyle Taylor Parker Jonathan Ritter                   | Paul Kribbe        | Bob Harms       | Cristian Ruiz            | Andrea Verzicco            | Cristian Ruiz                  |
| Philip Stuckey            | Jason Danieley    | Jason Danieley    | Matthew Stocke Chris Manuel                          | Philipp Dietrich   | Neil McDermott  | Gabriele Foschi          | Mauro Simone               | Andrea Verzicco                |
| James Morse               | Kingsley Leggs    | Ezra Knight       |                                                      | Frank Logemann     | Mark Holden     |                          |                            |                                |
| Violetta                  | Allison Blackwell | Allison Blackwell | Kelsee Sweigard Em Hadick Amma Osei Kelsee Sweigard  | Rachel Bahler      | Kimberly Blake  | Federica Basso           | Federica Basso             | Federica Basso                 |
| Giulio                    | Tommy Bracco      | Tommy Bracco      | Matthew Vincent Taylor Joshua Kenneth Allen Johnson  | Johnny Galeandro   | Alex Charles    | Pietro Mattarelli        | Pietro Mattarelli          | Pietro Mattarelli              |
| Alfredo                   | Brian Calì        | Brian Calì        | Christian Douglas                                    | Marco Trespioli    | Oliver Brenin   | Claudio Ferretti         | Claudio Ferretti           | Claudio Ferretti               |
| David Morse               | Robby Clater      | Robby Clater      | Joshua Kenneth Allen Johnson                         | Philipp Dietrich   | Antony Hewitt   | Lorenzo Tognocchi        | Lorenzo Tognocchi          | Lorenzo Tognocchi              |
| Scarlett                  | Anna Eilinsfeld   | Anna Eilinsfeld   |                                                      | Piek van de Kaaden |                 | Gea Andreotti            | Martina Peruzzi            | Veronica Barchielli            |
| Rachel                    | Jennifer Sanchez  | Jennifer Sanchez  |                                                      | Emma Hunter        |                 | Martina Peruzzi          | Martina Peruzzi            | Martina Peruzzi                |